# María Concepción Loperena
María Concepción Loperena de Fernández de Castro apodada “La Loperena” o “La Heroína” (Valledupar, Virreinato de la Nueva Granada, siglo XVIII - Colombia, siglo XX) fue una patriota colombiana que apoyó los primeros movimientos independentintas de la región que llevaron a la independencia de Valledupar.   
Hija del español Pelayo Loperena y María Josefa Ustáriz, de Valledupar.  

## Familia
Pelayo Loperena fue Sargento Mayor de las milicias del Rey en la Gobernación de Santa Marta. Su padre, Pelayo Loperena De Ponce y Carrión arribó al Nuevo Reino de Granada con el encargo de Capitán de Milicias y asesor de la Gobernación de Santa Marta. El gobernador De Paredo y Salcedo lo envió a Valledupar con el fin de atender la organización y recaudo de encomiendas y servir a las vez de Fiscal en las causas contra algunos españoles por atropellos contra las tribus indígenas Coyaimas. Decidió quedarse con su esposa, también española, María de la Trinidad de Molina y Zúñiga.
María Concepción Loperena contrajo matrimonio en el año de 1775 con el Terrateniente Gobernador José Manuel Fernández de Castro Pérez Ruíz Calderón, nacido en Santa Marta y quien fue enviado a Valledupar bajo el encargo del gobernador Astigarraga para atender realengos, organizar las encomiendas e impuestos. Fundó haciendas de ganado en Becerril y La Jagua de Ibirico. María Concepción Loperena tomó esos bienes bajo su cargo después de enviudar.

## Revolución de 1812
María Concepción Loperena formó en Valledupar, el primer ambiente revolucionario en 1812. Envió a su hijo Pedro Norberto Fernández de Castro Loperena con facultades para tratar con el entonces Presidente de Cartagena Manuel Rodríguez Torices, y recibir instrucciones sobre el movimiento independentista de España. Con el Libertador Simón Bolívar tuvo un encuentro en la villa de Chiriguaná para llevar a cabo planes independentistas en Valledupar y región aledaña. 
Por órdenes de Simón Bolívar, organizó y pronunció el acta de independencia de la ciudad de Valledupar el 4 de febrero de 1813, a las 10 de la mañana. Ese mismo día María Concepción Loperena le otorgó la libertad a cientos de esclavos que mantenía en sus haciendas en La Jagua de Ibirico y Becerril.
Partidarios del entonces alcalde de Valledupar, el Marqués de Valde-Hoyos que huía por la rebelión independentista, dieron la orden de perseguirla. En 1818 el entonces gobernador de Santa Marta Pedro Ruiz de Porras ordenó a sus subaleternos Juan Salvador Anselmo Daza y Buenaventura de la Sierra que apresaran a María Concepción Loperena y la enviaran a Santa Marta. Al no encontrarla, tomaron posesión de muchos de sus bienes. 
El decreto del 19 de octubre de 1821 expedido en Villa del Rosario, Cúcuta ordenó que fueran devueltos.

## Precursora de la educación en Valledupar
María Concepción Loperena fue precursora de la educación en Valledupar. Por decreto ejecutivo del 6 de octubre de 1820, el entonces vicepresidente de Colombia y encargado de la Presidencia Francisco de Paula Santander, ordenó desde Villa del Rosario en Cúcuta bajo la Ley de 6 de agosto de 1821. María Concepción Loperena trabajó en conjunto con el General Santander para crear un colegio nacional en Valledupar. Para efecto de esto se creó la Escuela de Primeras Letras del Método Lancasteriano bajo petición de María Concepción Loperena y que se concretó por el Decreto de 17 de mayo de 1824. El colegio se instaló en lo que fue el Convento de los Padres Domínicos (Hoy parte del edificio del Concejo de Valledupar).

## Testamento
El siguiente fue el testamento de María Concepción Loperena, el cual escribió desde su hacienda El Limonal;

Limonal el 1° de febrero del año 1835
 In nomine dei onmipotenti factoren caeli et terrae
 Sepan cuantos vieren esta carta de mi última voluntad como yo, María de la Concepción viuda de Fernández de Castro, encontrándome enferma por accidentes que Dios se ha servido mandarme, creyendo como creo en el alto y soberanía misterio de la Santísima Trinidad, Padre, Hijo y Espíritu santo, tres personas que aunque distintas es solo una creencia y sustancia y con los demás misterios que cree y predice la Sta. Madre Iglesia, Apostólica y Romana, cuya fe y creencia he tenido por haber nacido y vivido con ella formando un hogar de cristianas virtudes útil a la Iglesia y a la Patria. Item. Primeramente encomiendo mi alma a Dios nuestro Sr. que la crio y redimió con el infinito precio de su sangre y el cuerpo mandado a la tierra de que formado el cual siendo cadáver es mi voluntad sea sepultado en la Sta. Iglesia Parroquial de la Concepción una vez cumpla en el cementerio cuatro años que prescribe la iglesia. Ordeno esto porque. aunque. Fui bautizada en el Convento de Sto Domingo en la primera recibí la bendición nupcial y fue el oratorio de mis meditaciones espirituales. Mi entierro será con cruz alta y espero me recen las mismas que manda nuestra Sta. Iglesia, pagándose las limosnas a los santos lugares de Jerusalén, lo cual se apartarán de mis bienes.
 Item. Declaro que fui casada con el Coronel de Mineiso del Reino don Sergio DeLa. Cordero de Ligny y Helet, natural de Santa Marta, hijo legítimo de De don Sergio Dav. De La Cordero de Ligny y Helet y Catalina Pérez Ruíz Calderón, el primero natural de Burgos en los Reinos de España y la segunda nacida en Sta. Marta. Item. Declaro que soy hija legítima de Sargento Mayor Pelayo Loperena con Dña. María Josefa Ustáriz de Dela Guerra, ya difuntos, el primero natural de España y la segunda de esta ciudad, hijo del primero de Don Pelayo Loperena de Ponse y Carrión, Capitán de Milicias de los reinos dichos. En el matrimonio con mi difunto esposo, tuvimos los siguientes hijos: José Antonio, con derecho al Mayorazgo, Pedro Norberto, difunto y Capitán que fue de la República, María Rosalía, María Concepción, José Manuel, Pedro José y José María Fz. De Castro a quienes instituyo como mis únicos y universales herederos. Item. Declaro que cuando contraje matrimonio hice el aporte de dinero que reza el testamento de mi marido de 1803. Declaro por bienes míos, la casa de tejas sita en esta ciudad al costado de la Iglesia Parroquia y que perteneció a mis padres, que tuvieron biena posición pecuniaria, por cuyo motivo obtuve la educación que sirvieron darme con maestras traídas de la Capital de la Capitanía de Venezuela con el consentimiento de mi tía Josefa Ustáriz De la Guerra. El hato de Sabana Grande. Sito entre los ríos Badillo y Cesar en esta jurisdicción con diez estancias de tierra allí mismo con cabuyas de pan coger y pan llevar, terreno comprado a S.M. en comunidad con la familia Royas por partes iguales, el hta de Zorro y la Jagua y Limonal con todo el ganado caballar y vacuno tuvo origen por las grandes injusticias que las autoridades del régimen colonial y sus gentes ejercieron contra mi patrimonio como venganza para cavar un movimiento que suponían que yo era el fundamento, sin pensar que todo el país quería un nuevo gobierno cimentado en la justicia y en los derechos del hombre, tal como indicaban los dirigentes de Sta. Fé y Cartagena en sus comunicaciones. A pesar de toda esa persecución, pude conservar algo de mis bienes que hoy lego a mis hijos. 
Item. Declaro que Juan A. Ramírez administrador del hato Sabana Grande, goza también de libertad desde 1819 gracia concedida según instrumento de Escribano por los invaluables servicios que me prestó su hijo José Antonio Ramírez, nacido en el Limonal cuando yo me encontraba perseguida por las fuerzas del pérfido Fernando VII, sirviéndome de guía y compañero y guarda espalda, lo cual le sirvió para incorporarse con mi venia a las fuerzas del Coronel Montilla en Río Hacha y posteriormente con las de mi amigo el Coronel José Félix Blanco cuando se hizo el ataque a Maracaibo, obteniéndose su libertad, para alcanzar más tarde el lujoso honor de lucir la espada de acero como Sargento Mayor que la República lo distinguió por su valor, coraje y gallardía, y ser así mismo Edecán del Libertador Simón Bolívar por su discreción y reserva. De él no tengo más que gratos recuerdos. Item. Declaro que no tengo ningún cargo de conciencia de qué arrepentirme y que pueda intranquilizarme. Item. Declaro que el Libertador Simón Bolívar cuando se le llamaba el insurgente, cuando nadie lo conocía, cuando no contaba con recursos suficientes para la guerra de independencia brindóme su amistad en Chiriguaná, donde acudí a su cita por insinuación de mi cuñada y paisana, nacida en esta ciudad Doña Gabriela Fz. De Castro de Fz. Madrid, le di toda la ayuda material y moral que me pidió ese ilustre hombre y que se hacía indispensable para alcanzar así la finalidad que se proponía, calificándoseme de traidora inconsecuente con la causa del Rey, porque me sentí inconforme con los sistemas de gobierno aspirando a una patria mejor, noble y grande, llena de adelanto. Época anarquísima esa y de ingrata recordación. De mi propio peculio le di al Libertador las primeras bestias, ropas y ganados para la tropa, que alcanzó a formar y equipar para continuar la campaña de los valles de Cúcuta y de todo el Virreinato mandado por inescrupulosos funcionarios que denigraron y deshonraron el oprobioso gobierno de Fernando VII.
 Item. También debo hacer constar que pagué todas las contribuciones que el Libertador Presidente impuso a los colombianos y le prestó ayuda para que. mis connacionales remisos a los tributos hicieran lo propio, sin omitir las que le pagué al dictador Ruiz de Porras Gobernador de Sta. Marta, forzosas éstas que me privaron de parte de mis bienes, como una táctica que. emplearon porque no pudieron apresarme y fusilarme como eran sus más vivos deseos y festilizar con mi sangre libre todo el país, lleno de ignominia, despotismo y crueldad formas únicas que tenían para expresar la soberanía los lugartenientes del abominable Rey Fernando Séptimo. Digo todo esto, para que la posteridad conozca cuáles fueron mis privaciones y amarguras y lo caro que fue aquí mantener una conciencia viva de libertad y para mis descendientes que no abandonen estas ideas de los cual yo puse bien en alto la bandera de un ideal, divulgando el pensamiento de los grandes pensadores de la libertad y del más grande de los libertadores de Colombia. Item. Declaro que establecida la República en forma segura, rehusé cobrar recompensa y adquirir honores por mis servicios prestados y los de mi familia a pesar del brindis del Gral. Francisco de Paula Santander, lo cual anoto para que conste.
 Item. Es mi voluntad que de mis bienes se sigan auxiliando la casa de la educación o Colegio que funciona en el Convento de Sto. Domingo, para el caso que así lo exigieran las rentas de la Pura y Limpia y del Patriarca San José, le hago las fiestas anuales y es mi voluntad que todas mis hijas continúen con esa devoción en la forma en que yo lo he hecho hasta el día en que me muera, y a mis hijos varones que continúen en la hermandad del Santísimo, para que continúen la tradición de sus mayores, orden que deben cumplir y transmitir a los suyos como una suprema aspiración de una piadosa esclava del Dios nuestro Señor. Dono Sabana Grande a mi hijo José María. Iten. Declaro que. no tengo dudas de ninguna especie. Iten. Es mi voluntad que Don José Domingo Pumarejo amigo estimado de esta casa se encargue de remunerar los servicios que tenga que hacer en la confección y partición de mis bines. Es mi voluntad qe. del ganado parido qe. tengo se le señale y marque a mis nietos José Manuel Dz. Granados, hijo de Rafael Dz. Granados y mi hija María Rosalía, a José Antonio hijo de mi difunto hijo Pedro Norberto, a los nietos Pedro Norberto, Rosalía, Manuel y Diego de Jesús, hijos de mi hijo José María y a mi nieta María Fca. hija de José Manuel Fz. con María Fca. de Rojas, diez vacas paridas para formar el patrimonio de cada uno de ellos.
 Iten. Ordeno que todas mis cartas particulares y las relacionadas con el pronunciamiento de mi ciudad natal que. me envió el Libertador Simón Bolívar, el Coronel Mariano Montilla, el General Francisco de Paula Santander, el Almirante Brion, el Coronel José Félix Blanco de los libertadores de Colombia y las demás particulares de don Diego Rodríguez del Toro y Ustáriz pariente de mi madre y mío, sean guardadas cuidadosamente por mis hijas como un recuerdo de mi vida. Iten. Declaro que conserve siempre el agradecimiento del pueblo de Valle Dupar porque siempre me acompañó en la dura empresa de conseguir libertad, digo esto para que conste. Para constancia se extiende el presente en el Limonal a 1 de febrero de 1835 en presencia del Sr. Juez de Primera Instancia, quien se encuentra de presente y su asocio de los testigos Señores Juan F. Durán y Antonio José Daza, háiles para hacerlo. Yo, José Manuel Martínez, Juez de la Primera Instancia certifico: que conozco personalmente la Señora María de la Concepción Loperena de Fernández De Castro, mujer viuda, quien se encuentra en su sano y cabal juicio y es cierto el contenido de esta última voluntad que firmó por falta de Escribano P. advirtiéndole a los interesados qe. deben llevarlo a la Escribanía de Valle Dupar en el término posible
María Concepción Loperena. 
José Manuel Martínez. 
 Juan Durán. 
A.J. Daza.

## Muerte
Se presume que María Concepción Loperena murió el 21 de diciembre de 1835. Su cuerpo fue envuelto con la bandera de la República de la Nueva Granada. Emitieron decretos la Asamblea Legislativa del Estado Soberano del Magdalena y el Congreso de Colombia.
Por su muerte se mantuvo en Valledupar un luto en el que se suspendieron todo tipo de festividades, como la Nochebuena y la pascua de reyes. Las honras fúnebres se llevaron a cabo en la Iglesia de la Concepción. Su cuerpo fue enterrado en el cementerio de la ciudad. Luego fueron sacados y guardados por su hijo José María Fernández de Castro L. en la Iglesia Parroquial. Luego fueron sustraídos por su hija María Concepción Fernández De Castro de Diaz Granados y se los llevó a su casa. En 1850 se volvieron a colocar sus restos en la Iglesia de Sto. Domingo y dos años después en la iglesia.

## Legado
Por virtud de la Ley 95 de 1940 se decretaron los honores como heroína a María Concepción Loperena, en proyecto presentado por el senador de la república, Pedro Castro Monsalvo.
El Acuerdo 002 del 14 de febrero de 2004, fue aprobado por el Concejo de Valledupar, por el cual se institucionaliza el 4 de febrero como fecha histórica en el municipio de Valledupar y se ordena izar la bandera del municipio en los establecimientos públicos, especialmente en los colegios.